# Lissocraspeda pygmaea
Lissocraspeda pygmaea är en fjärilsart som beskrevs av Louis Beethoven Prout 1913. Lissocraspeda pygmaea ingår i släktet Lissocraspeda och familjen mätare. Inga underarter finns listade i Catalogue of Life.